# Zuiderpark Stadion
El Zuiderpark Stadion, también llamado Zuiderparkstadion, era un estadio de futbol ubicado en La Haya, capital de Países Bajos y era la sede del ADO Den Haag.

## Historia
Fue inaugurado en 1925 pero fue abandonado el 21 de febrero de 1945 a causa de la Segunda Guerra Mundial. A causa de la guerra el club se quedó sin fondos para su mantenimiento y el terreno fue tomado por caballos.
El invierno entre 1946 y 1947 hizo que las condiciones del terreno empeoraran así como la infraestructura, tanto así que solo la gradería oeste estaba disponible. El estadio sería renovado el 9 de agosto de 1949 con un partido entre el ADO Den Haag y el Feyenoord.
La capacidad del estadio se expandió a 25000 espectadores para 1957, y el 8 de marzo de 1973 tuvo una ampliación. El 3 de agosto de 1982 los hooligans prendieron fuego a la gradería sur luego de la derrota por 0-4 ante el HFC Haarlem, pero el estadio sería reconstruido en 1986.
El 7 de noviembre de 1993 la tribuna norte pasó a llamarse 'Aad Mansveldtribune' como homenaje a Aad Mansveld. En 1994 el municipio de La Haya decidió crear en el 'Zuiderpark' un teatro de fútbol y la tribuna oeste llamada 'Jan Knijnenburg Gezinstribune' fue inauguradam la cual pasaría a llamarse 'Hyundaitribune' en 2001.
El 22 de abril de 2007 el ADO jugó su último partido en el Zuiderpark Stadium en una derrota por 0-3 ante el FC Groningen, ya que para el año siguiente se mudaron al Den Haag Stadion.

### Selección nacional
Países Bajos utilizó el estadio en tres ocasiones:
| #  | Fecha     | Rival      | Resultado | Evento   |
| -- | --------- | ---------- | --------- | -------- |
| 1. | 29-9-1965 | Luxemburgo | 3 – 0     | Amistoso |
| 2. | 7-3-1972  | Finlandia  | 2 – 1     | Amistoso |
| 3. | 16-4-1975 | Finlandia  | 1 – 1     | Amistoso |